# Новина (Брянська область)
Новина (рос. Новина) — хутір в Унецькому районі Брянської області Російської Федерації.
Населення становить 0 осіб. Входить до складу муніципального утворення Красновицьке сільське поселення.

## Історія
Населений пункт розташований на території українського етнічного та культурного краю Стародубщина.
Від 2005 року входить до складу муніципального утворення Красновицьке сільське поселення.

## Населення
| 2010 | 2013 |
| ---- | ---- |
| 0    | →0   |